# NGC 3149
NGC 3149 ist eine Spiralgalaxie vom Hubble-Typ Sb im Sternbild Chamäleon am Südsternhimmel. Sie ist schätzungsweise 81 Millionen Lichtjahre von der Milchstraße entfernt und hat einen Durchmesser von etwa 50.000 Lj. 
Das Objekt wurde am 24. Februar 1835 von dem Astronomen John Herschel entdeckt.